# Verandă cu viță de vie încolăcită
Verandă cu viță de vie încolăcită (în rusă Веранда, обвитая виноградом, transliterat: Veranda, obitaia vinogradom) este o pictură în ulei realizată de pictorul rus Silvestr Șcedrin în anul 1828 la Napoli. Acest tablou se află expus la Galeria Tretiakov din Moscova.
Șcedrin a creat la Napoli o serie de picturi dedicate „peisajelor interioare” - o terasă cu verandă având diferite specii de plante pe fundal. Motivul din această pictură este numit de artist „Pergolata” de la cuvântul italian pergola, ceea ce înseamnă foișor, arc sau drum acoperit de plante agățătoare. Șcedrin a fost fascinat de problema luminozității și a circulației aerului. El a încercat să renunțe la culorile calde, adăugând un albastru-gri și tonuri de argintiu pentru a ajuta la simțirea caracteristicilor aerului italian la amiază, atunci când natura apare în toată splendoarea ei. Această pictură transmite perfect percepția din acea epocă a poporului rus față de Italia - o lume plină de fericire, armonie și romantism.

## Picturi italiene ale lui Șcedrin

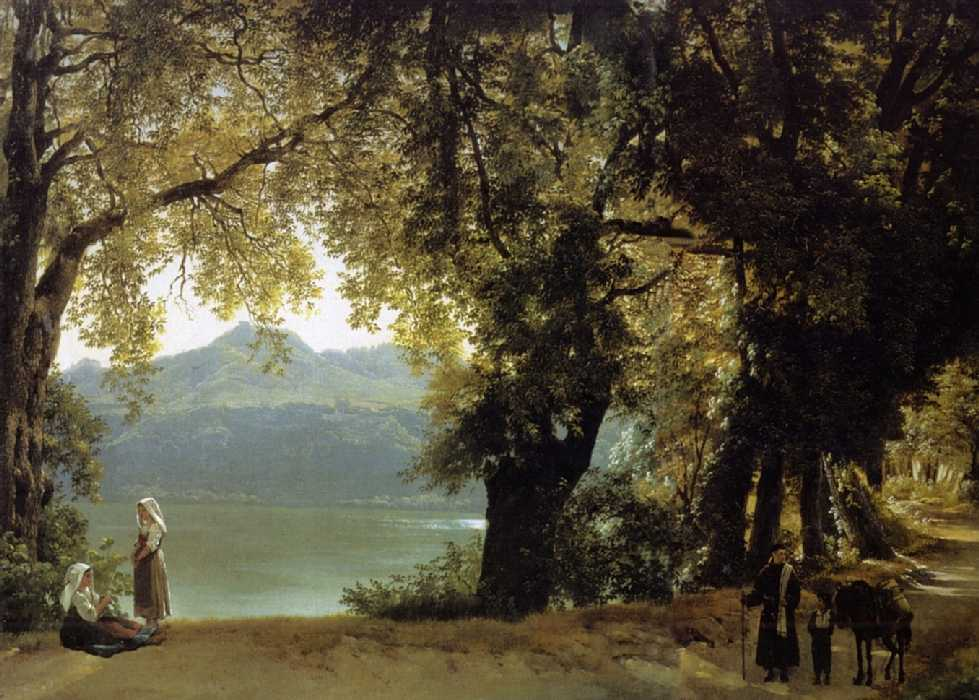
Lacul Albano, înainte de 1825
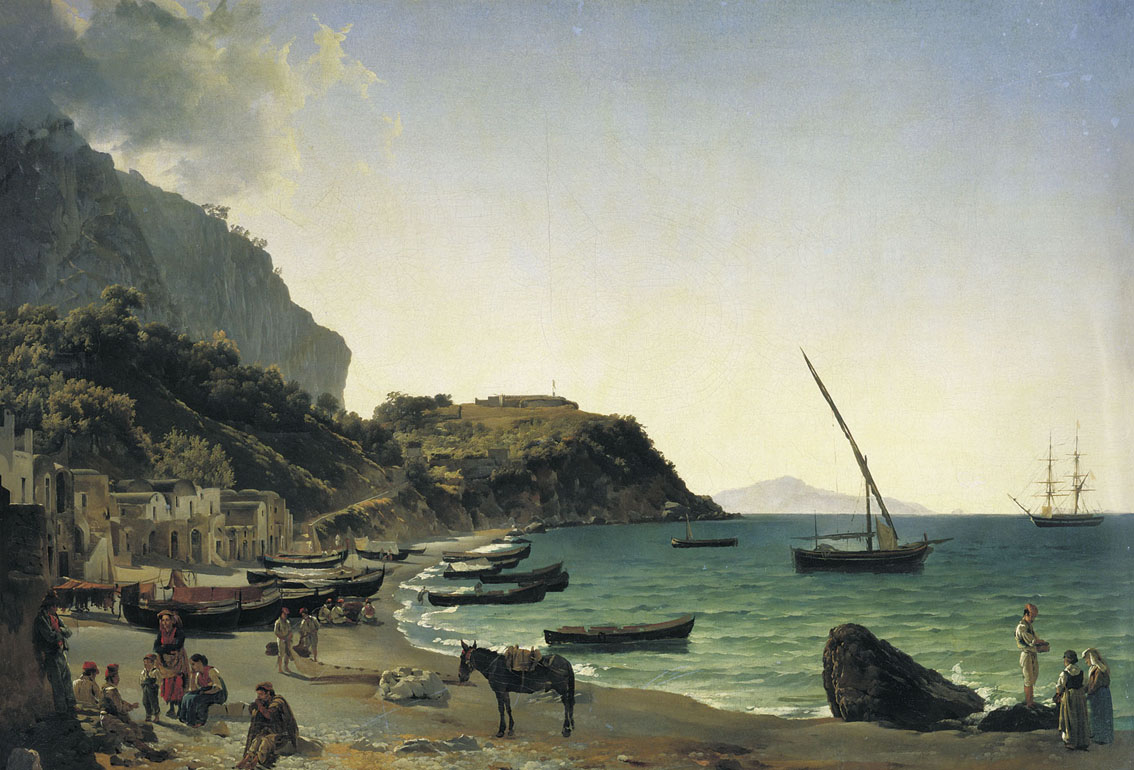
Cel mai mare port din insula Capri, 1828
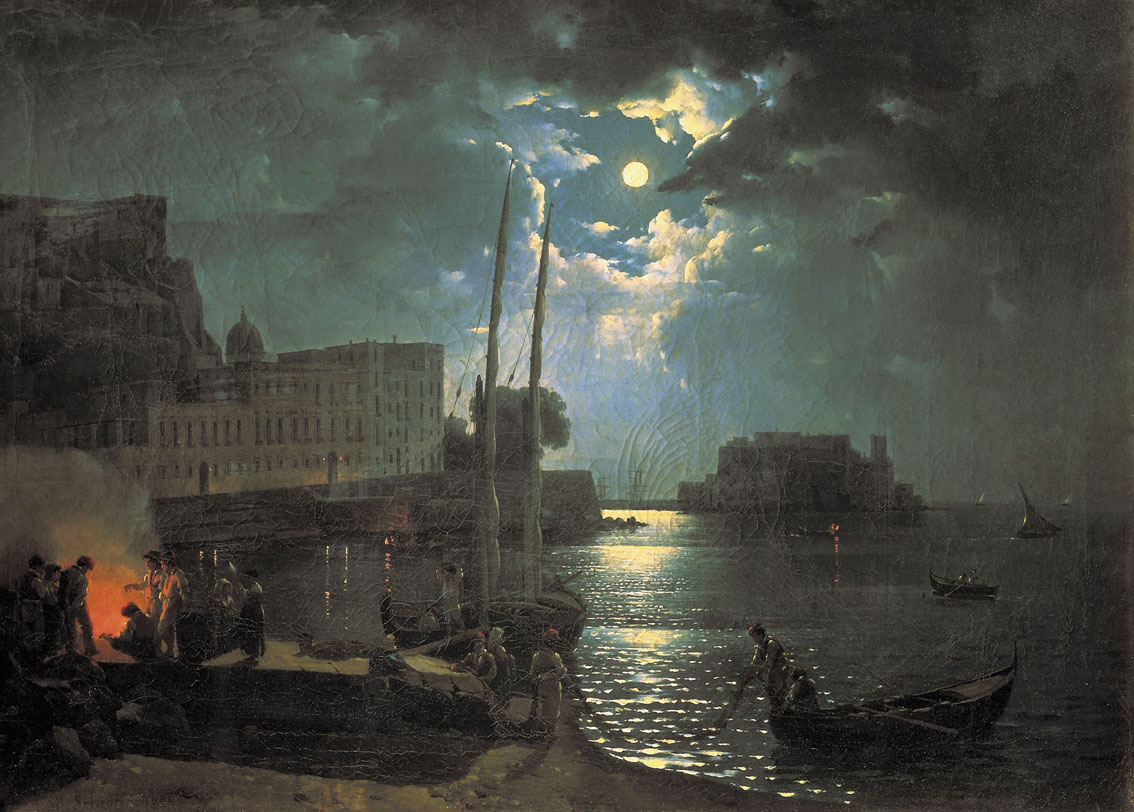
Noapte cu lună la Napoli, 1828

## Legături externe
- Pictura pe situl Galeriei Tretiakov